# آلیسیا آلونسو
آلیسیا آلونسو (اسپانیایی: Alicia Alonso‎، زادهٔ ۲۱ دسامبر ۱۹۲۰ – درگذشته ۱۷ اکتبر ۲۰۱۹) یکی از مطرح‌ترین رقصنده‌های باله اهل کوبا و طراح رقص باله بود. در سال ۱۹۴۸ او کمپانی باله آلیسیا آلونسو را در هاوانا، پایتخت کوبا تاسیس کرد. که در سال ۱۹۵۶ منحل شد اما بعد از انقلاب ۱۹۵۹ کوبا به همراه فیدل کاسترو باله ملی کوبا را تاسیس کرد.
آلیسیا در نوزده سالگی به بیماری چشم مبتلا شد و پس از آن دچار اختلالات شدید بینایی گردید. مشکلات بینایی او به جایی رسید که قادر به دیدن شرکای رقص خود نبود و فقط از روی مکان قرارگیری آنها و نورهای روی صحنه می‌توانست حرکات خود را هماهنگ کند. اما زیبائی و دقت حرکات وی به گونه‌ای بود که بینندگان نمایش باله متوجه نابینائی وی نمی‌شدند. آلونسو تا سن ۷۰ سالگی رقصید و با کمک چند هنرمند موسسه رقص خود را گرداند.

## زندگی‌نامه

### اوایل زندگی
آلونسو در سال ۱۹۲۰ میلادی در هاوانا متولد شد و رقص را از همان زمان کودکی آغاز کرد.